# Uzovský Šalgov
Uzovský Šalgov (in ungherese Pusztasalgó) è un comune della Slovacchia facente parte del distretto di Sabinov, nella regione di Prešov.